# Подводные лодки типа «Коббен»
Подводные лодки типа «Коббен» (типа 207, норв. Kobben-klassen) — серия норвежских дизель-электрических подводных лодок 1960-х годов. Являлись модернизированной версией германских подводных лодок типа 205. Всего в 1961—1967 годах на верфях Nordseeverke, при финансовой помощи США, было построено 15 представителей этого типа. Подводные лодки типа «Коббен» оставались на вооружении ВМС Норвегии до 1990-х годов, когда они были сменены современными подводными лодками типа «Ула» и частью пущены на слом, а частью — переданы Дании и Польше, где они по состоянию на 2007 год, всё ещё стоят на вооружении.

## Представители
| Название         | Номер | Закладка | Спуск на воду   | Вступление в строй | судьба |
| ---------------- | ----- | -------- | --------------- | ------------------ | --- |
| Кёура Kaura      | S 315 | 1961     | 16 октября 1964 | 5 февраля 1965     | передана Дании в 1991 на запасные части |
| Кинн Kinn        | S 316 | 1960     | 30 ноября 1963  | 5 февраля 1965     | затоплена в 1990 |
| Хья Kya          | S 317 | 1961     | 20 февраля 1964 | 15 июня 1964       | передана Дании в 1991, состоит на вооружении как HDMS Springeren                                                                                                |
| Коббен Kobben    | S 318 | 1961     | 25 апреля 1964  | 17 августа 1964    | передана Польше в 2001 на запасные части, с 2011 размещена на территории Академии Военно-морских сил им. Героев Вестерплатте в Гдыне, используется как тренажер |
| Кунна Kunna      | S 319 | 1961     | 16 июля 1964    | 1 октября 1964     | передана Польше в 2004, состоит на вооружении как ORP Kondor. 20 декабря 2017 года исключен из списков флота.                                                   |
| Ула Ula          | S 300 | 1962     | 19 декабря 1964 | 7 мая 1965         | пущена на слом в 1998 |
| Утсира Utsira    | S 301 | 1963     | 11 марта 1965   | 1 июля 1965        | пущена на слом в 1998 |
| Утстейн Utstein  | S 302 | 1962     | 19 мая 1965     | 9 сентября 1965    | снята с вооружения в 1998, превращена в музейный корабль |
| Утвер Utvær      | S 303 | 1962     | 30 июня 1965    | 1 декабря 1965     | передана Дании в 1989, состоит на вооружении как HDMS Tumleren                                                                                                  |
| Утхёуг Uthaug    | S 304 | 1962     | 8 октября 1965  | 16 февраля 1966    | передана Дании в 1990, состоит на вооружении как HDMS Sælen |
| Склинна Sklinna  | S 305 | 1963     | 21 января 1966  | 17 августа 1966    | пущена на слом в 2001 |
| Скольпен Skolpen | S 306 | 1963     | 24 марта 1966   | 17 августа 1966    | передана Польше в 2004, состоит на вооружении как ORP Sęp |
| Стат Stadt       | S 307 | 1963     | 10 июня 1966    | 15 ноября 1966     | пущена на слом в 1989 |
| Стур Stord       | S 308 | 1964     | 2 сентября 1966 | 9 февраля 1967     | передана Польше в 2002, состоит на вооружении как ORP Sokół |
| Свеннер Svenner  | S 309 | 1965     | 27 января 1967  | 1 июля 1967        | передана Польше в 2003, состоит на вооружении как ORP Bielik |